# Disocactus ackermannii var. conzattianus
A Disocactus ackermannii var. conzattianus egy epifita kaktusz, mely alapfajától kisebb virágaival különbözik.

## Elterjedése és élőhelye
Mexikó: Oaxaca állam (Dani Guie Yape), 2000–2330 m tengerszint feletti magasságban.

## Jellemzői
Lapos szártagokból felépülő hajtásrendszerű növény, hajtástagjai 100–500 mm hosszúak, 50 mm szélesek, zöldek vagy világoszöldek. Általában nem tövises, néha a hajtástagok bázisain elhelyezkedő areolákon 1-3, körülbelül 2 mm hosszú fehér tövist hordoz. Virágai 110–120 mm hosszúak, 50 mm szélesre nyílnak, trombita-formájúak, vörösek. Pericarpiuma fehér töviseket hordoz, 10 mm hosszú. A receptaculum 60–70 mm hosszú, 8–10 mm széles. A tölcsér tövén 1-5 darab 10–50 mm hosszú tövis fejlődik. A porzószálak tövükön zöldesek, majd pirosas-fehéres színbe mennek át, a portokok sárgásak. A bibeszál vörös, a bibe violaszínű. Termése 40 mm hosszú, 30 mm átmérőjű, 40 mm hosszú pikkelyek borítják. Magjai barnák, 4 mm hosszúak.